# Neochóri (ort i Grekland, Thessalien, Nomós Kardhítsas)
Neochóri (Neochori) är en ort i Grekland.   Den ligger i prefekturen Nomós Kardhítsas och regionen Thessalien, i den centrala delen av landet, 220 km nordväst om huvudstaden Aten. Neochóri ligger 954 meter över havet och antalet invånare är 589. Den ligger vid sjön Technití Límni Plastíra.
Terrängen runt Neochóri är kuperad åt nordost, men åt sydväst är den bergig. Runt Neochóri är det glesbefolkat, med 12 invånare per kvadratkilometer. Närmaste större samhälle är Karditsa, 19,2 km nordost om Neochóri. I omgivningarna runt Neochóri växer i huvudsak blandskog.